# Галиці
Галиці, галицеві комарики, цецидоміїіди (Cecidomyiidae, або Itonididae) — родина комах ряду двокрилих, яка нараховує понад 3 тисячі видів.

## Опис
Дрібні комарики (розміри 1 - 5 мм), зазвичай помаранчевого кольору, з довгими ногами та антенами. Крила слабкі, мають лише 3 - 4 поздовжні жилки.

## Спосіб життя
Дорослі особини живуть кілька діб, вони не харчуються. Личинки примітивних галиць розвиваються у ґрунті в рослинних рештках. Личинки вищих галиць розвиваються в тканинах рослин, викликаючи утворення галів. Гал являє собою частину органу рослини, яка надмірно розрослася під дією речовин, що виділяє личинка галиці, утворюючи  замкнену камеру. У такій камері личинка, захищена від хижаків та несприятливих умов зовнішнього середовища, розвивається, харчуючись соком рослини. Перетворення на дорослу особину у деяких видів відбувається у галі, у інших видів личинки падають у ґрунт, де утворюють кокон.
Галиці, розмножуючись у великих кількостях, наносять велику шкоду лісовому та сільському господарству.

## Систематика
Серед вимерлих таксонів рід Rovnoholoneurus.
Серед сучасних родів:
- Asphondylia